# Справедливая Россия — За правду
Социалисти́ческая полити́ческая па́ртия «Справедли́вая Росси́я — Патрио́ты — За пра́вду» — действующая зарегистрированная российская левоконсервативная политическая партия.
Создана 28 октября 2006 года как объединение национал-консерваторов («Родина»), социал-консерваторов («Партия пенсионеров») и левых националистов («РПЖ»). По задумке одного из идеологов создания СР, Владислава Суркова, должна была являться второй партией в рамках возможной двухпартийной системой как левое крыло «Единой России» и с самого начала задумывалась как партия аккумуляции протестного электората. К 2025 году, СРЗП считается независимыми журналистами и политологами самой пропутинской партией среди находящихся в парламенте, даже не стремясь создать иллюзию оппозиционности, и даже к системной оппозиции может причисляться лишь условно, ввиду отсутствия представительства в правительстве.
Структуру партии представляют региональные, местные и первичные отделения. Номинально, СРЗП, имеют региональные отделения в 89 субъектах РФ, в том числе на оккупированных Россией территориях.
Партия участвовала в выборах депутатов Государственной думы ФС РФ с V по VIII-го созыва, и, каждый раз формировала собственную фракцию.
«Справедливая Россия» по состоянию на 2015 год почти полностью (на 86,4 %) финансируется из средств федерального бюджета.

## История

### Создание партии

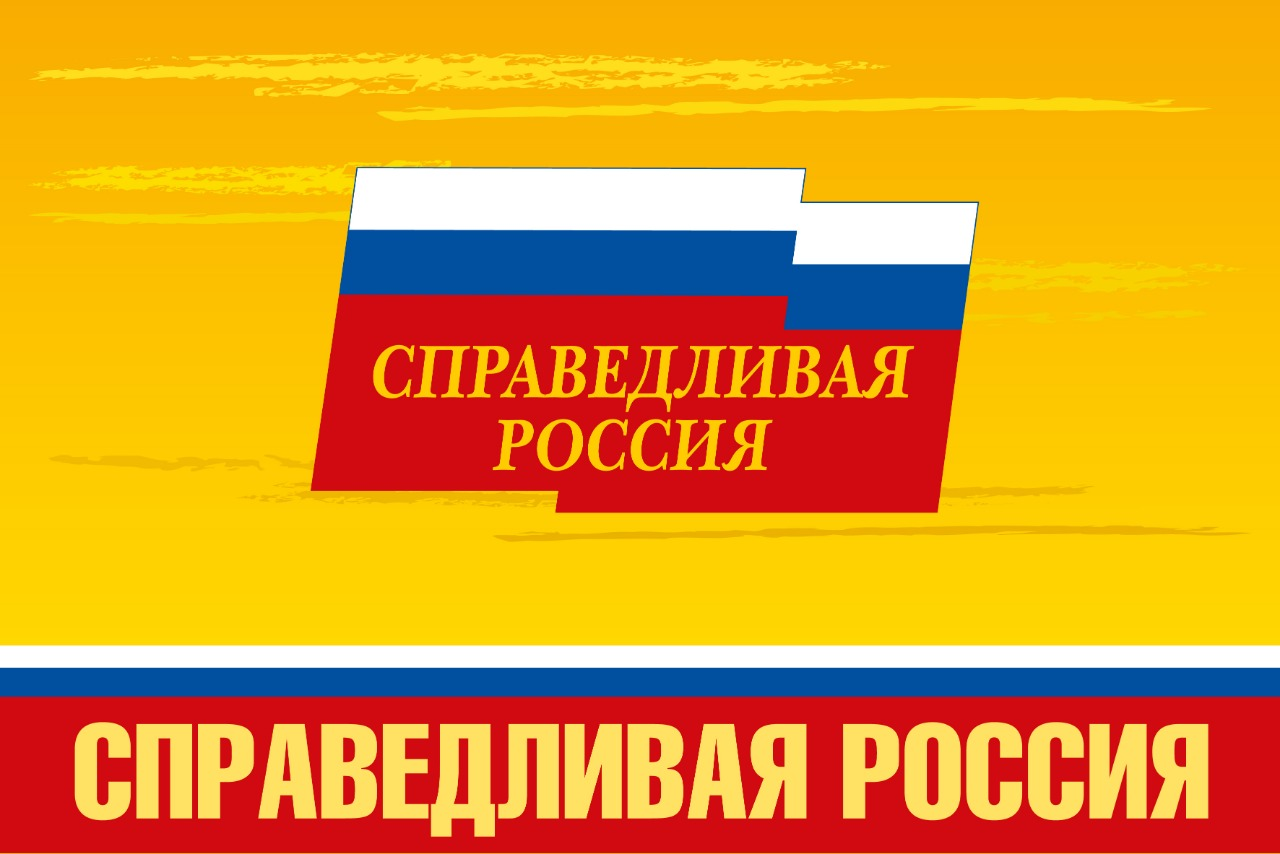
Флаг Партии «Справедливая Россия»

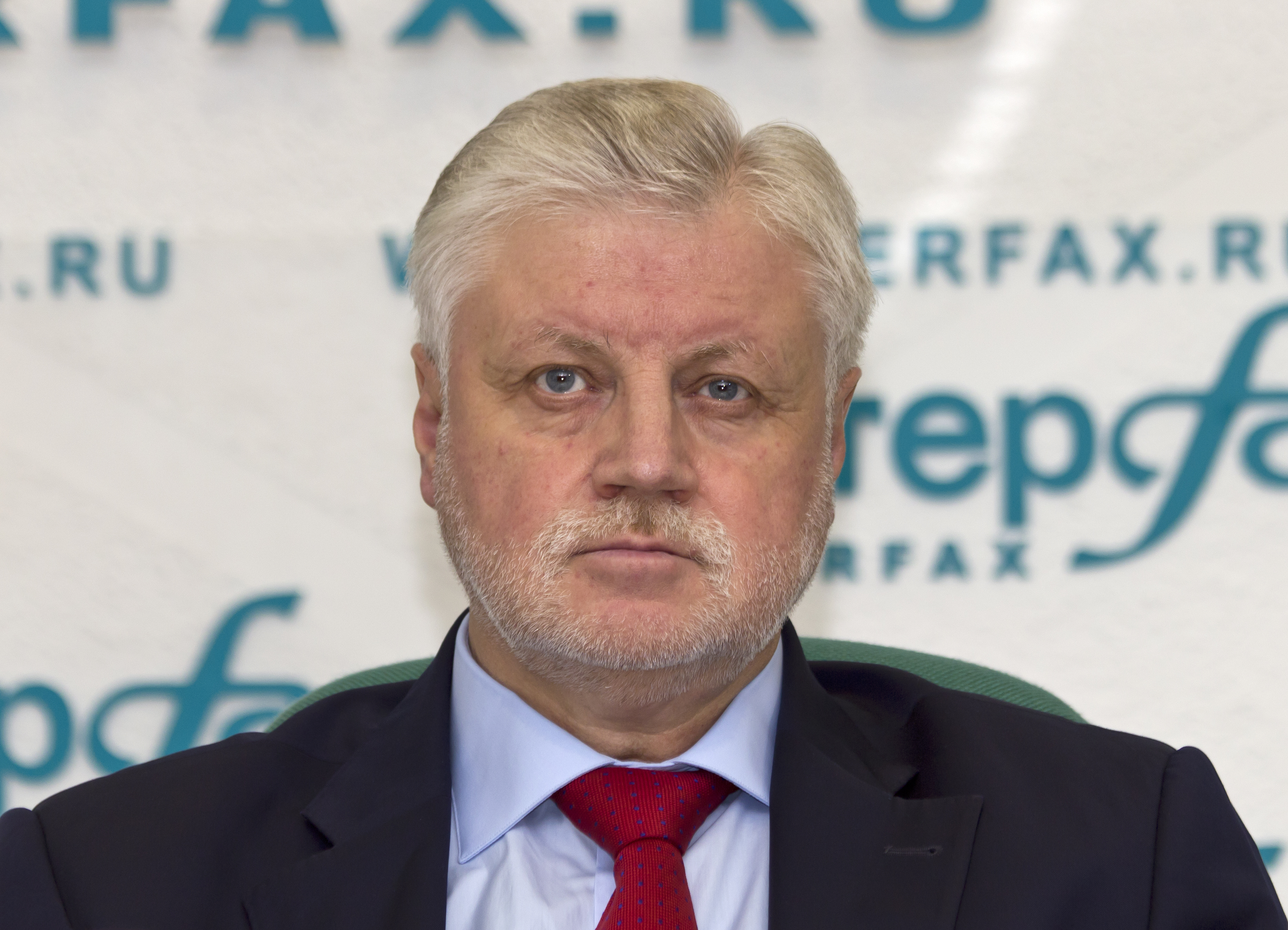
Сергей Миронов — лидер партии «Справедливая Россия»

В 1998 году была создана Партия Российских регионов, в 2003 году участвовавшая в парламентских выборах в составе блока Родина. В 2004 году Партия Российских регионов была переименована в партию Родина.
В 2002 году была создана Российская партия жизни.
В 1999 году была создана Российская партия пенсионеров.
24 марта 2006 года состоялась встреча замглавы президентской администрации Владислава Суркова с председателем Российской партии жизни Сергеем Мироновым и 30 депутатами, членами Российской партии жизни. На встрече Сурков впервые открыто сформулировал идею построения в стране двухпартийной системы, при которой в зависимости от обстоятельств Кремль смог бы опираться на одну из двух системообразующих партий. Сурков описал проблему следующим образом: «Нет у общества „второй ноги“, на которую можно переступить, когда затекла первая. В России нужна вторая крупная партия, которой, по замыслу президентской администрации, должны в перспективе отойти голоса, которые сейчас собирают партии „левого уклона и с сильным националистическим привкусом“». При этом роль «главной ноги» на ближайшие годы Сурков оставил за единороссами: «Самой крупной партией, вокруг которой ещё значительное время будет строиться политический процесс, на мой взгляд, конечно, должна быть „Единая Россия“». Владислав Сурков посоветовал активистам РПЖ опираться на протестный электорат, а не на административный ресурс: «Лучше этот электорат [протестный], который настроен против всех видов администрации, окажется привлечён к вам, чем к деструктивным силам». Стенограмма встречи была опубликована 16 августа 2006 года.
Алексей Чеснаков, руководитель Центра политической конъюнктуры, в 2006 году — заместитель главы управления внутренней политики АП РФ высказал мнение, что Сергей Миронов нуждался в поддержке со стороны администрации и сам просил Суркова выступить, чтобы «продемонстрировать свою влиятельность, потребность Кремля в его партии и её близость к власти».
29 августа 2006 года в пресс-центре еженедельника «Аргументы и факты» был подписан первый документ, положивший начало созданию новой партии — Соглашение «Об основных принципах объединения партии „Родина“, Российской партии жизни и Российской партии пенсионеров». Соглашение подписали руководители партий: Сергей Миронов, Александр Бабаков и Игорь Зотов.
28 октября 2006 года состоялся VII съезд партии «Родина», принявший решение о переименовании в партию «Справедливая Россия: Родина/Пенсионеры/Жизнь». В этот же день практически одновременно на съездах Российской партии жизни и Российской партии пенсионеров были приняты решения о прекращении деятельности партий и их вхождении в партию «Справедливая Россия: „Родина/Пенсионеры/Жизнь“».
VII съезд партии «Родина» стал Учредительным съездом Политической партии «Справедливая Россия: Родина/Пенсионеры/Жизнь». На съезде были избраны руководящие органы новой партии, приняты Манифест и Программное заявление.
Решением Председателя партии дата 28 октября 2006 года признана Днём рождения Партии «Справедливая Россия».

### 2007—2010 годы
В 2007—2012 годах являлась членом наблюдательного совета международной организации Социнтерн, с 30 августа 2012 — полноправный член.
26 февраля 2007 года в Санкт-Петербурге состоялся I съезд партии «Справедливая Россия», на котором была принята Политическая платформа партии.
В течение первого полугодия 2007 года к «Справедливой России» присоединились ещё две политические партии: Народная партия Российской Федерации (НПРФ) (лидер Геннадий Гудков) и Социалистическая единая партия России (СЕПР) (лидер Василий Шестаков). В начале второго полугодия в «Справедливую Россию» вошли две другие политические силы: партия «Развитие предпринимательства» под руководством Ивана Грачёва и Партия конституционных демократов.
Таким образом, в течение 2007 года к партии «Справедливая Россия: Родина/Пенсионеры/Жизнь» присоединились ещё четыре партии.
23 сентября 2007 года в Москве прошёл II съезд партии «Справедливая Россия», который выдвинул кандидатов в депутаты Государственной Думы ФС РФ V созыва и утвердил Предвыборную программу.
Крайне болезненным для партии оказалось выдвижение «Единой Россией» Владимира Путина лидером избирательного списка партии на выборах в Государственную Думу в концее 2007 года. В течение осени из «Справедливой России» вышел целый ряд руководителей региональных отделений, выступавших в поддержку Путина. С этого момента «Справедливая Россия» официально находилась в оппозиции власти, хотя многие оппозиционность не признавали, так как руководство партии активно поддержало кандидатуру Дмитрия Медведева на пост президента 2 марта 2008 года и кандидатуру Путина на пост премьер-министра.
2 декабря 2007 года «Справедливая Россия» преодолела 7-процентный барьер на выборах депутатов Государственной думы ФС РФ V созыва, и впервые социал-демократическая партия в России стала парламентской.

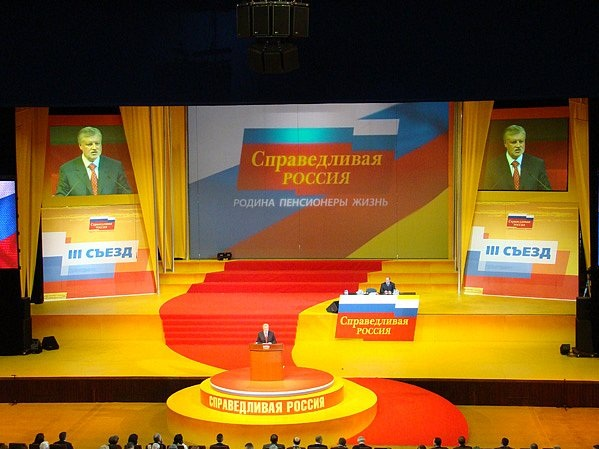
Выступление Сергея Миронова на III съезде партии Справедливая Россия в Кремлёвском Дворце Съездов. 25 апреля 2008 года

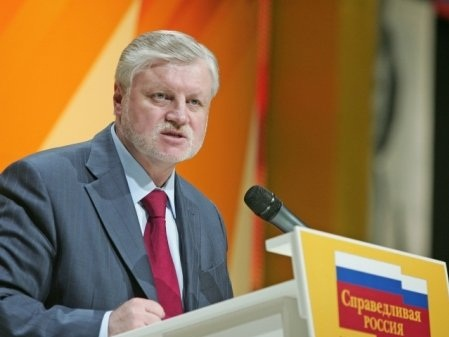
III съезд партии Справедливая Россия в Кремлёвском дворце съездов. 25 апреля 2008 года

25 апреля 2008 года в Москве в Кремлёвском дворце съездов прошёл III съезд Партии, утвердивший Программу партии «Справедливая Россия» и новую редакцию Устава партии. В соответствии с новой редакцией Устава были избраны руководящие органы партии.
30 июня 2008 года на Конгрессе Социалистического Интернационала в Афинах партия «Справедливая Россия: Родина/Пенсионеры/Жизнь» стала наблюдателем в Социнтерне — старейшей международной политической организации, объединяющую социал-демократические, социалистические и рабочие партии всего мира.
В июле 2008 года о своём желании вступить в партию «Справедливая Россия» объявила Партия социальной справедливости (лидер Алексей Подберёзкин). В сентябре на съезде Партии социальной справедливости было принято решение о прекращении её деятельности и вхождении в партию «Справедливая Россия». Партия социальной справедливости стала восьмой по счету партией, вошедшей в «Справедливую Россию».
21 ноября 2008 года в Москве состоялся XV внеочередной съезд Российской экологической партии «Зелёные», на котором было принято решение о преобразовании партии в одноимённое общественное движение. Также делегаты съезда обратились к однопартийцам с предложением вступать в ряды партии «Справедливая Россия: Родина/Пенсионеры/Жизнь».
Кроме массового прихода в «Справедливую Россию» членов указанных восьми партий, в неё вступили также некоторые как известные, так и рядовые представители таких партий, как КПРФ, Яблоко, ЛДПР, Партия возрождения России.
В частности, от КПРФ в партию перешли: Елена Драпеко, Светлана Горячева, Илья Пономарёв, от ЛДПР в партию перешли Алексей Митрофанов и
Егор Соломатин, из Союза правых сил — Алексей Ковалёв, Елена Мизулина, Вера Лекарева и Олег Михеев. В целом основой фракции в Госдуме стали бывшие члены КПРФ, Яблока, а также Родины.
25 июня 2009 год в Москве прошёл IV Съезд партии «Справедливая Россия». Главными итогами Съезда стали принятие Программы партии, сокращение официального названия до ставших уже привычными для многих россиян слов Справедливая Россия, а также внесение ряда изменений в партийный Устав.

### 2010—2012 годы
2 февраля 2010 года начался открытый конфликт «Справедливой России» с премьер-министром и лидером «Единой России» Владимиром Путиным. В этот день в вечернем эфире у Владимира Познера Сергей Миронов заявил: «Говорить о том, что мы во всем и лично я поддерживаем Владимира Путина — это уже устаревшая информация». В результате разразившегося скандала 8 февраля 2010 года «Справедливая Россия» заключила с партией «Единая Россия» политическое соглашение, в котором обе партии заявили, что они обязуются минимизировать борьбу друг с другом: «Справедливая Россия» поддерживает стратегический курс Президента России Д. А. Медведева и Председателя Правительства В. В. Путина по стратегическим вопросам, а «Единая Россия» поддерживает нахождение С. М. Миронова на посту Председателя Совета Федерации Федерального Собрания РФ и не противится выдвижению членов «Справедливой России» на руководящие должности в российских регионах.
Однако это соглашение было аннулировано через месяц после подписания, так как, по утверждению Сергея Миронова, было не выполнено «Единой Россией». Спустя год Сергей Миронов объявил об отказе в поддержке кандидата от правящей партии на предстоящих президентских выборах. С этого момента начался период острого противостояния «Справедливой России» и Кремля.
На V съезде партии «Справедливая Россия» 16 апреля 2011 года Николай Левичев был избран председателем партии (после досрочного прекращения полномочий Сергея Миронова). В мае 2011 года Законодательное собрание Санкт-Петербурга отозвало Миронова из Совета Федерации.
Вскоре после этого ряд членов «Справедливой России», выступавших за умеренность в отношениях с Кремлем, вышел из партии. В августе на сайте партии опубликован текст о переходе партии в жесткую оппозицию правящей партии и о возможном сотрудничестве с КПРФ. Ссора с «Единой Россией» была выражена, например, 24 августа и 26 августа, когда активисты «Молодой Гвардии единороссов» в Воронеже устроили провокации, направленные против «Справедливой России» и руководителя предвыборного штата той же партии Олега Михеева.
24 сентября 2011 года прошёл VI съезд партии «Справедливая Россия», касающийся думских (2011) и президентских (2012) выборов, который был прерван. Он был продолжен уже после думских выборов. Главным итогом Съезда стало принятие Предвыборной программы СР (направленная на этот раз против Единой России) и утверждение списков кандидатов в депутаты Государственной Думы шестого созыва (600 человек), а в состав федерального списка («справедливая восьмёрка») вошли:
1. Сергей Миронов
2. Николай Левичев
3. Оксана Дмитриева
4. Александр Ломакин-Румянцев
5. Андрей Туманов
6. Леонид Левин
7. Иван Грачёв
8. Елена Драпеко

Также было объявлено, что Миронов будет выдвинут кандидатом в президенты для участия в выборах 2012 года.
4 декабря 2011 года на парламентских выборах «Справедливая Россия» улучшила свой результат, получив 13,24 % голосов избирателей. Ей удалось собрать голоса тех, кто не желал поддерживать «Единую Россию» и не хотел потерять свой голос, проголосовав за непрошедшую в новый созыв партию.
На рубеже 2011—2012 годов часть членов «Справедливой России» приняла самое активное участие в протестах против фальсификации итогов голосования, а сам Сергей Миронов пришёл на заседание Госдумы с белой лентой (символом протестующих) на лацкане пиджака. Тем временем Сергей Миронов принял участие в президентских выборах и занял пятое место (участвовало пять кандидатов, графы «против всех» не было), результат был меньше партийного.

### После 2012 года (реорганизация)

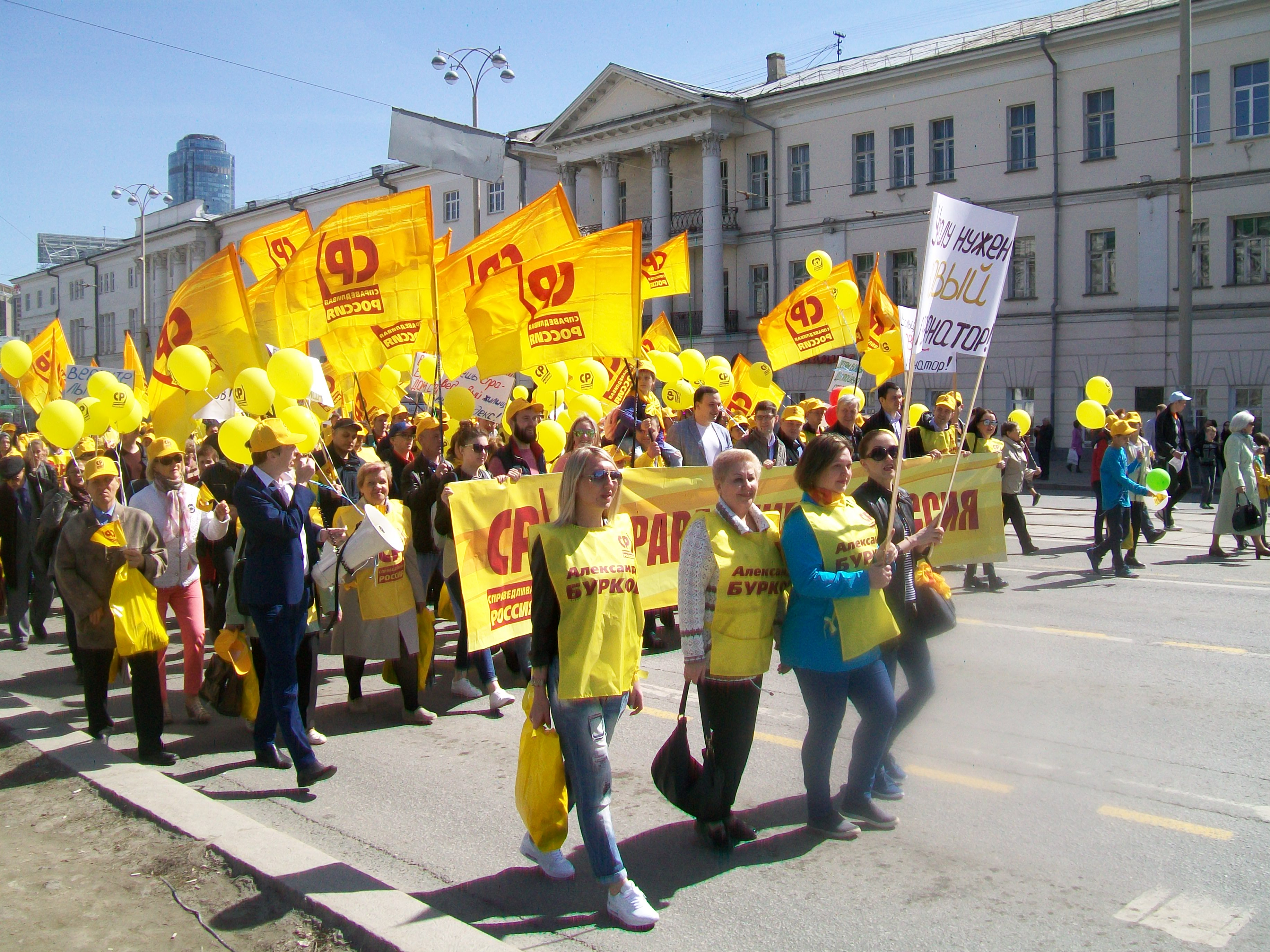
Первомайская колонна «Справедливой России» в Екатеринбурге

В 2012—2014 годах из «Справедливой России» ушли или были исключены люди, принимавшие наиболее активное участие в уличном протесте: в частности, Геннадий и Дмитрий Гудковы, Илья Пономарёв. По словам Миронова, «участие в белоленточном движении было не понято нашими избирателями». В октябре 2013 года прошёл съезд партии, на котором неформальный лидер «Справедливой России» Сергей Миронов стал её формальным руководителем. После этого оценка партии внешней политики начала совпадать с государственной и думской (например, аннексия Крыма и война в Донбассе).
23 апреля 2016 года состоялся съезд, утвердивший программу партии на пять лет и переизбравший все руководящие органы. К осенним выборам в партии обсуждался возврат к отказу от прежней схемы партийного списка, по которому преимущества получали региональные группы с электоратом 3 млн избирателей. Для этого началось обсуждение укрупнения и объединения региональных групп для более уверенного шанса на прохождение в новый созыв.
На парламентских выборах 2016 года партийный список был разбит на 50 групп, к партии присоединился ряд депутатов от Единой России и ЛДПР. Также партии удалось договориться с Единой Россией о невыдвижении последней ряда кандидатов в одномандатных округах, на которые претендовали справороссы.
По итогам Единого дня голосования 10 сентября 2017 года произошёл скандал на выборах в Законодательное собрание Краснодарского края. Кандидат от «Справедливой России» Денис Хмелевской (он же руководитель Краснодарского краевого отделения этой партии) в одномандатном округе набрал 59,17 %, а по партийным спискам эта партия в том же округе набрала лишь 6,83 % голосов. После этого «Справедливая Россия» опубликовала заявление, в котором сообщила следующее:
- Партия не признала избрание Хмелевского, так как оно произошло «с помощью незаконной схемы», организованной вице-губернатором края Юрием Бурлачко;
- Хмелевской исключен из партии за то, что «предал интересы партии и умышленно занимался деятельностью, наносящей вред партии, в том числе использовал свою должность для проведения на участки лженаблюдателей, препятствовал оперативному расследованию злоупотреблений на избирательных участках».

### 2017—2020 годы

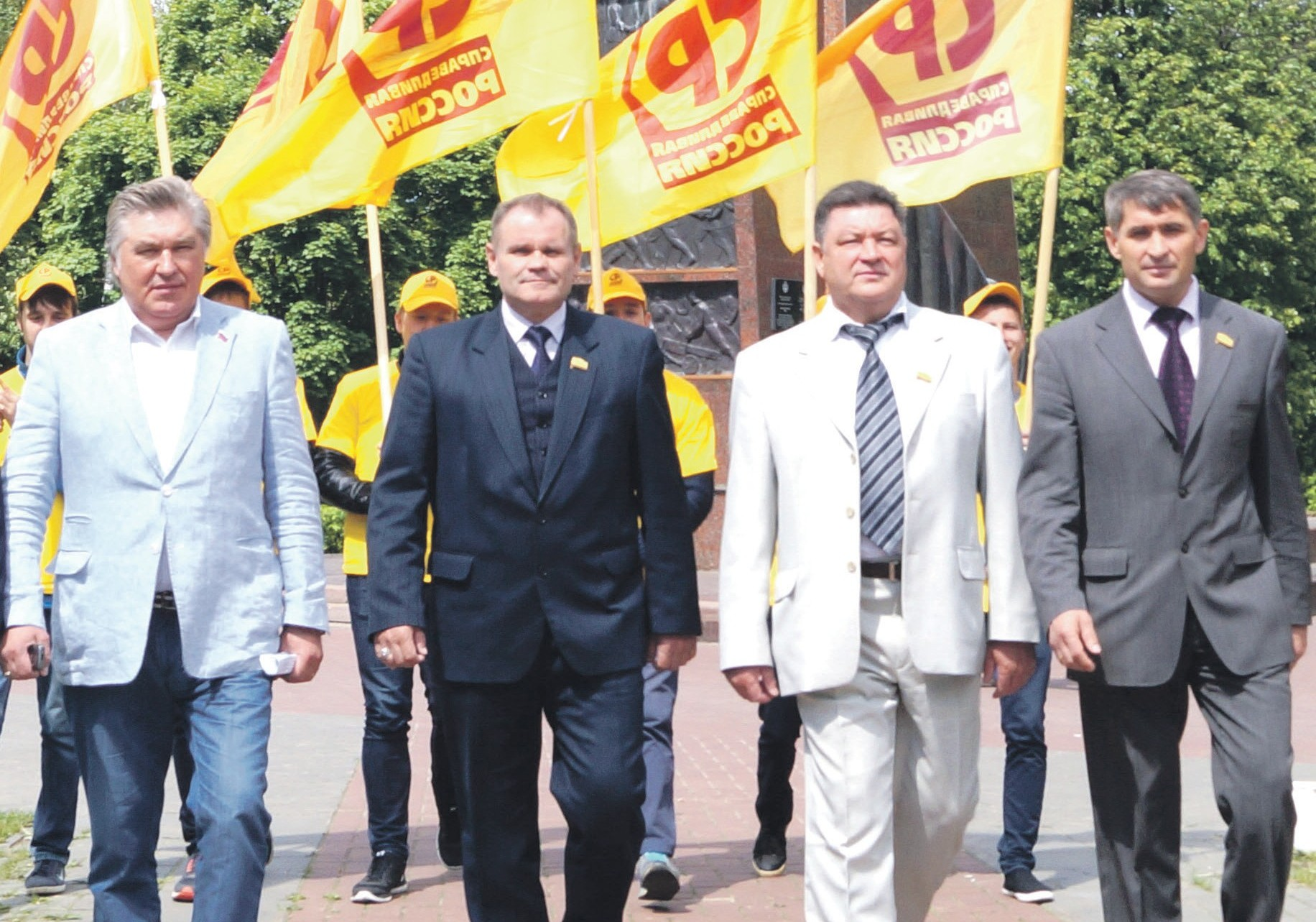
Кандидаты от партии «Справедливая Россия» на выборах в 2016 году: депутаты Госсовета Чувашии — Сергей Семёнов, Игорь Моляков, Виктор Ильин, Олег Николаев

25 декабря 2017 года в Москве прошёл IX съезд Политической партии «Справедливая Россия». Съезд принял решение не выдвигать кандидата от «Справедливой России» на выборах Президента РФ в 2018 году и поддержать кандидатуру действующего главы государства Владимира Путина. Съезд избрал Заместителя Председателя Государственной Думы, Председателя Совета Регионального отделения партии в Архангельской области, Заместителя Председателя Совета Палаты депутатов СР Ольгу Епифанову Председателем Совета Палаты депутатов.
К выборам Президента РФ 18 марта 2018 года Партия Справедливая Россия выступила с программным Социальным Манифестом, адресованным будущему лидеру страны на период 2018—2024 годов. В Манифесте подчёркивалось, что основными требованиями россиян к власти являются экономическая самодостаточность государства, его политическая независимость, социальная справедливость в распределении доходов и использование российских природных богатств и ресурсов на укрепление социального благополучия всех граждан России. В апреле 2019 года известный социолог Борис Кагарлицкий объявил о своём намерении выдвигаться на выборы в Московскую городскую думу от партии «Справедливая Россия».
В январе 2020 года представитель партии «Справедливая Россия» Олег Николаев был назначен врио Главы Чувашской Республики.
11 марта 2020 года состоялся учредительный Съезд молодёжного крыла партии СР — Общероссийской общественной молодёжной организации «Молодежь Справедливой России». Организация объединяет в себе представителей «Справедливой силы», выпускников «Молодежного кадрового резерва СР», молодых депутатов и членов партии до 36 лет, а также беспартийной молодежи, которая разделяет ценности социализма и поддерживает программу партии «Справедливая Россия».

### Настоящее время. Объединение с «За правду!» и «Патриотами России»

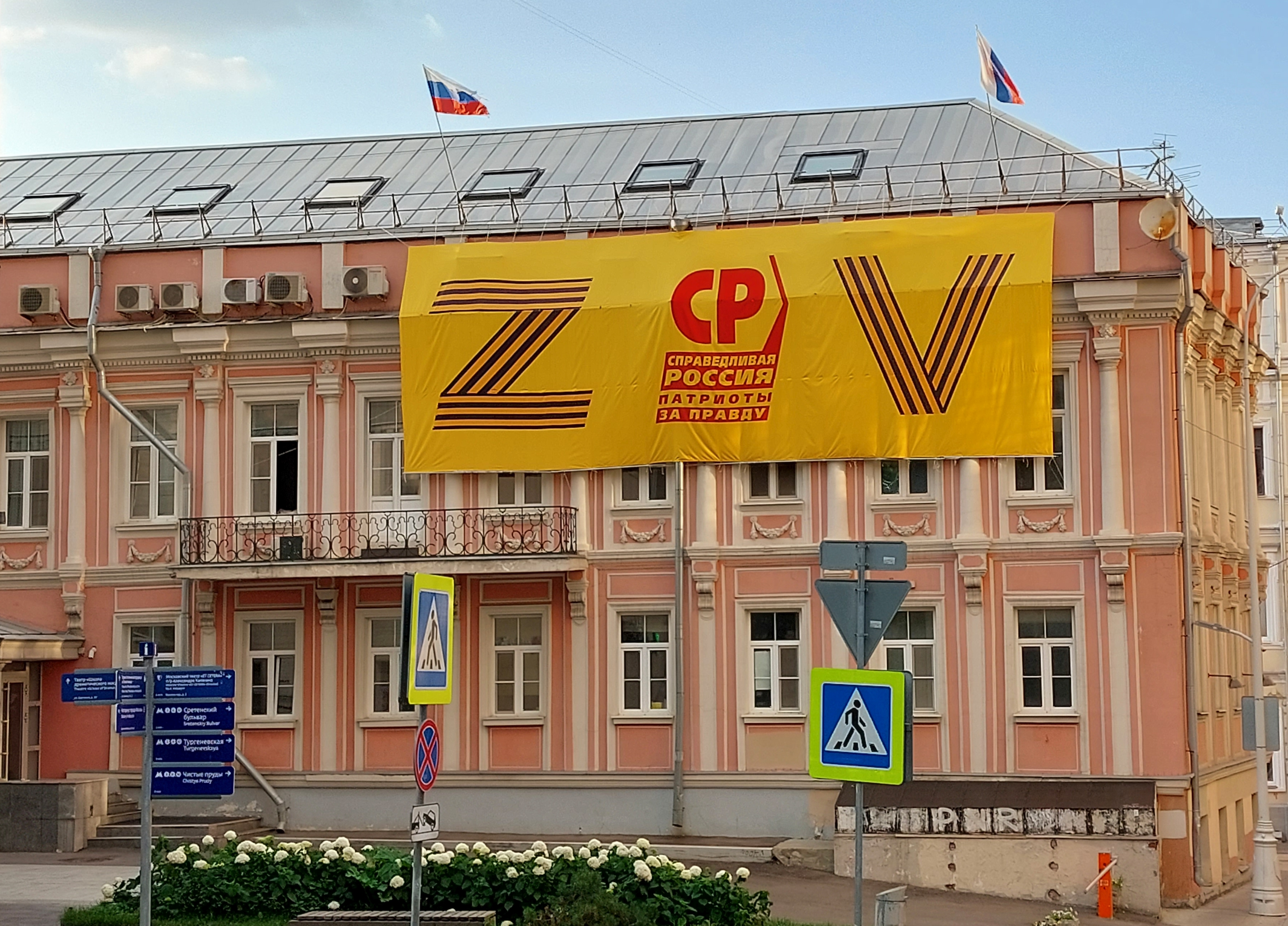
Здание партии «Справедливая Россия. Патриоты за правду». Июль, 2022

В декабре 2020 года появились данные, что «Справедливая Россия» готовится к объединению с партиями «За Правду» и «Патриоты России». В конце декабря лидер партии Сергей Миронов подтвердил эти намерения, а 20 января 2021 года было объявлено об достижении соглашения. Объединение партий планируется в феврале-марте того же года под названием «Справедливая Россия — Патриоты — За правду» или «Справедливая Россия — За правду».
Федеральный список на выборах депутатов Государственной Думы возглавят лидеры трёх партий — Сергей Миронов, Захар Прилепин и Геннадий Семигин.
28 января 2021 года был подписан Манифест об объединении СР, «За правду!» и «Патриотов России», в котором определены идеологические основы объединения, его планы и задачи, а также выработаны шаги по его реализации.
В региональных отделениях трёх объединяющихся партий это решение вызвало неоднозначную реакцию — так, руководитель пермского отделения «Патриотов России» Андрей Степанов заявил, что предпочтёт завершить политическую карьеру, чем вступать в объединённую партию, поскольку уверен, что большинство руководящих постов и депутатских мандатов будет разыграно среди тех, кто был и раньше в СР. Своё недовольство выразил и ряд региональных отделений в Уральском федеральном округе.
22 февраля на съезде было принято решение об официальном переименовании объединённой партии в Социалистическая политическая партия «Справедливая Россия — Патриоты — За правду», короткое название — партия «Справедливая Россия — За правду».
По сообщению РИА Новости, в конце июля 2022 года фракция «Справедливая Россия — За правду» разработала законопроект, который регулирует порядок признания других государства «террористическими» или «спонсорами терроризма». По сведениям агентства, в документе прямо прописано, что к «террористическим государствам» отнесена Украина. «Государством — спонсором терроризма» станут признаваться страны, которые передают в «террористическое государство» продукцию военного назначения. С государствами, относящимися к последней категории, согласно законопроекту, РФ будет разрывать дипотношения, а их имущество — конфисковывать.

## Выход членов из партии

### 2011 год
- В мае 2011 года из партии были исключены 2 депутата Законодательного собрания Санкт-Петербурга, проголосовавшие в поддержку предложения фракции «Единой России» отозвать из Совета Федерации Сергея Миронова, занимавшего на тот момент пост председателя СФ. Ещё 5 (всего по спискам СР в петербургский парламент были избраны 13 человек) покинули партию ранее.
- 8 июля объявил о выходе из партии глава города Серпухова Павел Залесов, избранный при поддержке партии[37]:

Я это делаю не потому, что не разделяю убеждений партии, не потому, что бегу в другую партию. Считаю, что должность Главы города должна быть аполитичной. Город может терять федеральные деньги, потому что мэр не принадлежит к партии, не «свой». Я не хочу рисковать экономикой города, не хочу никаких партийных баталий на территории города.

- 21 июля 2011 вице-спикер ГД Александр Бабаков вышел из партии «Справедливая Россия» и вступил в «Общероссийский народный фронт».

Александр Бабаков: «Ни один человек, нацеленный на конструктивную работу, на дела, не сможет состоять в партии, основным содержанием деятельности которой становится борьба за место „под солнцем“. Мы считаем, что выбранный руководством партии „Справедливая Россия“ курс на войну с „Единой Россией“ ошибочен и что главным политическим конкурентом „Справедливой России“ как партии левой части политического спектра является КПРФ».

Сергей Миронов: «Уход господина Бабакова в Народный фронт — это закономерный шаг, и он был вполне ожидаем. И мы в „Справедливой России“ воспринимаем этот шаг со стороны нашего бывшего коллеги с радостью».

В последующую неделю партию покинули ещё несколько известных депутатов: Василий Шестаков, Михаил Старшинов, Кира Лукьянова и даже бывший депутат ГД Елена Вторыгина, уступившая свой мандат лидеру партии Сергею Миронову. Миронов так отреагировал на поступок Вторыгиной:

Будешь ты в «Единой России» петь под чужую дудку; никуда тебе от этого не деться, потому что предательство есть предательство.

- 8 августа 2011 г. появилась информация о массовом выходе из партии членов краснодарского городского совета партии. Они обвинили местное руководство партии в коррупции (за участие в муниципальных выборах вымогали по 50 тысяч рублей), а также заявили о своём недоверии к лидеру партии Сергею Миронову:

Так называемый лидер партии Сергей Миронов превратил общероссийскую политическую партию, созданную на базе избирательного объединения «Родина», в свою частную лавочку, инструмент постыдной торговли с властью за лично свой государственный пост.

- 6 сентября 2011 депутатская фракция «Справедливая Удомля» Совета депутатов г. Удомля приняла решение действовать на основе политической платформы КПРФ[42].
- 6 сентября 2011 о своём выходе из партии заявила руководитель Брянского регионального отделения партии Людмила Комогорцева[43]. На пресс-конференции, проведенной на следующий день, Комогорцева объяснила своё решение желанием Сергея Миронова включить в региональный список «московского толстосума» Вячеслава Рудникова, о чём также сообщила в своём открытом письме Миронову[44]:

Государство платит парламентским партиям немалые деньги на их политическую деятельность. И вот наступают выборы. Приезжает к нам в Брянск Ваш посланник и объявляет, что денег у партии нет. И выбираться в Госдуму в Брянской области от «Справедливой России» Вы направляете московского толстосума. Он не имеет никакого отношения к партии, но у него есть 120 млн рублей, которые он пообещал занести или уже занес высшему партийному руководству. Вы распродаете партию? Партия для Вас лишь коммерческий проект?

- 8 сентября Сергей Миронов отверг обвинения Комогорцевой[45].
- 1 декабря о выходе из партии объявил известный фигурист Евгений Плющенко, аргументируя своё решение желанием вернуться в большой спорт и разногласиями с однопартийцами[46].

21 сентября 2011 года с участием Дмитрия Рогозина состоялся учредительный съезд движения «Родина — Конгресс русских общин», на котором создан оргкомитет по восстановлению партии Родина. Дмитрий Рогозин обвинил лидера партии «Справедливая Россия» Сергея Миронова в рейдерском захвате партии Родина.

### 2012 год
4 марта 2012 года на президентских выборах Миронов получил 3,85 % голосов избирателей, заняв тем самым последнее место. 7 мая 2012 года, в день рассмотрения кандидатуры Дмитрия Медведева на пост премьер-министра, Миронов сказал фракции СР: «Либо консолидированно голосуем против, либо не приходите в зал». Однако данному приказу не подчинились: Алексей Митрофанов, Николай Лакутин, Джамаладин Гасанов, Игорь Зотов и Леонид Левин. Последние четверо больше не являются членами партии. Митрофанов и Лакутин были исключены из партии.
В декабре 2011 года Российская экологическая партия Зелёные, не получив ни одного депутатского мандата в списках партии Справедливая Россия, на региональных и парламентских выборах заявили о выходе из партии Справедливая Россия и восстановлении своей партии. 11 февраля 2012 года состоялся съезд Зелёных, на котором движение было преобразовано в политическую партию. 4 марта 2012 года на Президентских выборах в России (2012) Зеленые отказалось поддержать своего союзника и однопартийца кандидата Сергея Миронова, заявив о поддержке кандидата Владимира Путина.
В феврале 2012 «Российская партия пенсионеров» объявила о выходе из «Справедливой России» и поддержке Владимира Путина, а также о проведении восстановительного съезда партии. 7 апреля 2012 года состоялся съезд общественной организации «Российские пенсионеры за справедливость», на котором было принято решение об учреждении политической партии с новым названием «Российская партия пенсионеров за справедливость» с сохранением прежней символики. Председателем партии избран депутат Государственной думы РФ 6-го созывов Игорь Зотов, возглавлявший партию пенсионеров с декабря 2005 года. При этом Игорь Зотов сохранил своё членство во Фракции Справедливая Россия.

### 2021
25 мая 2021 года о выходе из партии заявил глава фракции в Законодательном собрании Санкт-Петербурга Алексей Ковалёв.

### 2023 год
5 апреля 2023 года вся фракция «Справедливой России» в Законодательном собрании Санкт-Петербурга во главе с Мариной Шишкиной заявила о выходе из партии «Справедливая Россия — За правду».

## Организационная структура
«Справедливая Россия» состоит из региональных отделений по одному на субъект федерации, региональные отделения из местных отделений по одному на городской округ или муниципальный район, местные отделения из первичных отделений по одному на городское поселение, сельское поселение или ТОС.
Высший орган — съезд, между съездами — Центральный совет, исполнительный орган — Президиум Центрального совета, высшее должностное лицо — председатель, высший ревизионный орган — Центральная контрольно-ревизионная комиссия.
Высший орган регионального отделения — конференция регионального отделения, между конференциями регионального отделения — совет регионального отделения, исполнительный орган регионального отделения — бюро совета регионального отделения, ревизионный орган регионального отделения — контрольно-ревизионная комиссия регионального отделения, высшее должностное лицо регионального отделения — председатель совета регионального отделения.
Высший органы местного отделения — конференция местного отделения, между конференция местного отделения — совет местного отделения, ревизионный орган местного отделения — контрольная комиссия местного отделения, высшее должностное лицо местного отделения — председатель совета местного отделения.
Высший орган первичного отделения — общее собрание первичного отделения, между общими собраниями — совет первичного отделения, высшее должностное лицо — председатель первичного отделения.
В 2011 году в партии сформировалось двоевластие: Николай Левичев занял пост председателя партии, а для Сергея Миронова (в тот момент работавшего спикером Совета Федерации) был создан пост главы палаты депутатов «Справедливой России». В октябре 2013 года очередной съезд партии поменял Миронова и Левичева местами спустя месяц после выборов мэра Москвы. Весной 2016 года Сергей Миронов завершил внутрипартийные преобразования, позволившие установить полное единоначалие.

### Руководители

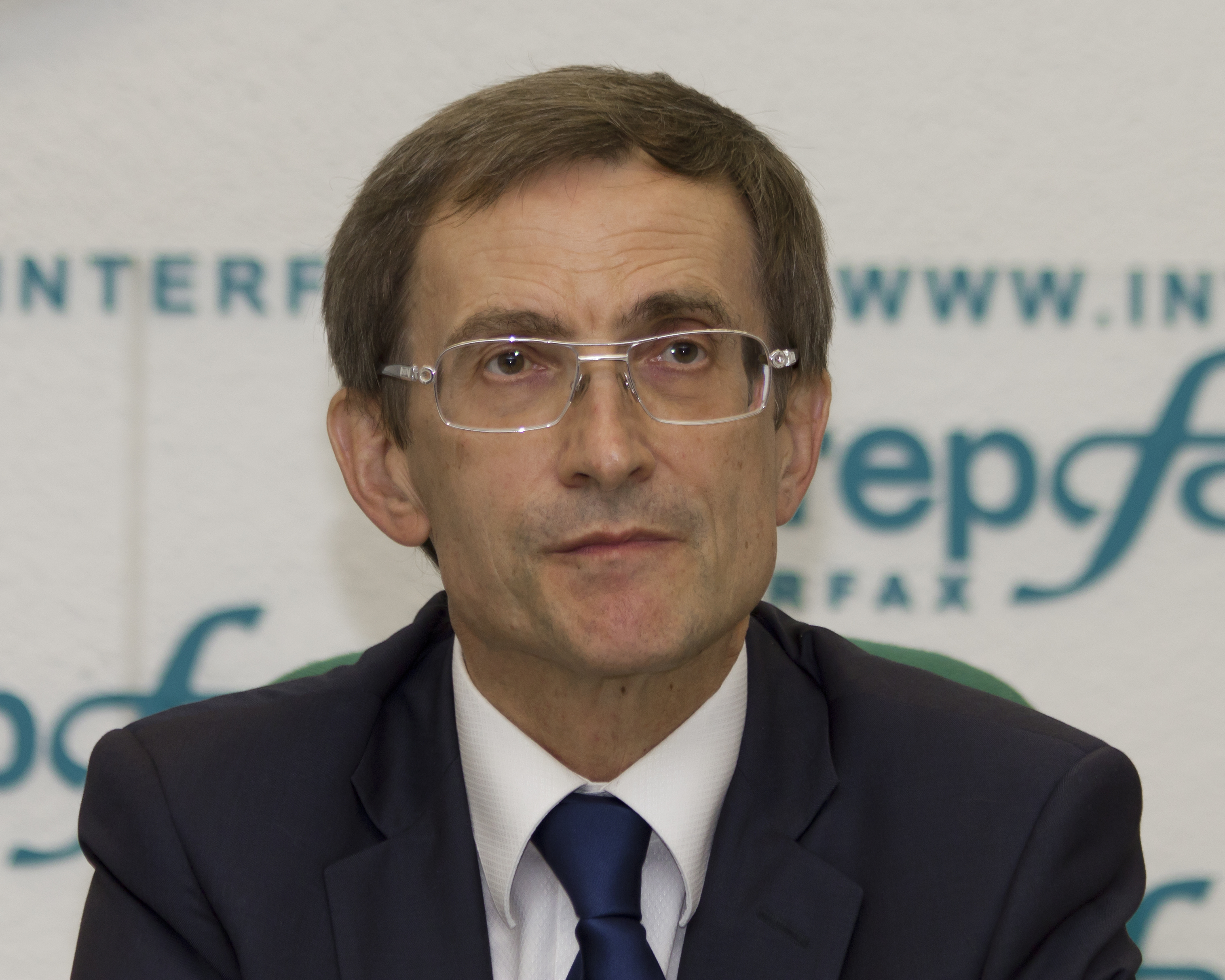
Николай Владимирович Левичев

- Сергей Михайлович Миронов (с 28.10.2006 по 16.04.2011, с 27 октября 2013 — настоящее время).
- Николай Владимирович Левичев (16.04.2011 — 27 октября 2013).

## Программа
Программа Справедливой России включает следующие пункты:
- Справедливое распределение доходов от минерально-сырьевого комплекса: прекратить инвестировать в другие страны, ввести природную ренту.
- Реформа зарплат и пенсий: повысить зарплату в три раза за счет увеличения её доли в ВВП.
- Введение прогрессивной шкалы подоходного налога: доход до 10 тысяч рублей в месяц не облагается налогом, при доходе 5 миллионов рублей в месяц — налог 30 %[59].
- Введение налога на роскошь, то есть на транспортные средства стоимостью свыше 2 миллионов рублей, недвижимость дороже 20 миллионов рублей.
- Почасовая оплата труда.
- Партия считает, что взяточничество и коррупция с точки зрения закона должны приравниваться к государственной измене.

К съезду в апреле 2016 года программа, упор в которой был сделан на социальные вопросы, имела следующие позиции:
- Требование создать отдельную крымскую группировку вооруженных сил и «бороться против распространения антиармейских настроений, пропагандировать положительный образ военного человека».
- Помочь России стать «великой державой, равноправным партнером», основным противником которой являются США. По версии партийцев, введённые в 2014 году санкции направлены на «создание внутри условий, благоприятствующих активизации экстремистских организаций», при этом в программе не указаны причины их введения.
- Помощь реабилитации репрессированных народов Крыма и расширение внутреннего туризма.
- Всенародное избрание членов Совета федерации, введение дополнительного фильтра для участия новых партий в федеральной кампании.

## Участие в выборах и представительство в органах власти

### Представительство в органах власти
По данным ЦИК РФ, на момент 2025 года, Новые Люди имеют 196 депутатов среди Законодательных собраний субъектов РФ; 116 депутатов в Городских думах столиц субъектов РФ; 4 095 глав муниципальных образований и/или депутатов органов местного самоуправления. Сама партия в том или ином виде имеет представительство среди органов власти любого уровня во всех 89 субъектах РФ.

### Результаты федеральных выборов
| Выборы | Председатель    | Голосов   | %      | Мест      | +/-  | Место | Отношение к власти                              |
| ------ | --------------- | --------- | ------ | --------- | ---- | ----- | ----------------------------------------------- |
| 2007   | Сергей Миронов  | 5 383 639 | 7,74%  | 38 из 450 | —    | 4-е   | Поддержка (2007 — 2010)                         |
| 2007   | Сергей Миронов  | 5 383 639 | 7,74%  | 38 из 450 | —    | 4-е   | Парламентская системная оппозиция (2010 — 2011) |
| 2011   | Николай Левичев | 8 695 522 | 13,25% | 64 из 450 | ▲ 26 | ▲ 3-е | Парламентская системная оппозиция (2011 — 2012) |
| 2011   | Николай Левичев | 8 695 522 | 13,25% | 64 из 450 | ▲ 26 | ▲ 3-е | Поддержка (2012 — 2016)                         |
| 2016   | Сергей Миронов  | 3 275 053 | 6,22%  | 23 из 450 | ▼ 41 | ▼ 4-е | Поддержка                                       |
| 2021   | Сергей Миронов  | 4 201 715 | 7,46%  | 27 из 450 | ▲ 4  | ▬ 4-е | Поддержка                                       |

| Выборы | Кандидат                   | Голосов    | %      | Место | Результат |
| ------ | -------------------------- | ---------- | ------ | ----- | --------- |
| 2008   | Поддержан Дмитрий Медведев | 52 530 712 | 70,28% | 1-е   | Избран    |
| 2012   | Сергей Миронов             | 2 763 935  | 3,85%  | 5-е   | Не избран |
| 2018   | Поддержан Владимир Путин   | 56 430 712 | 76,69% | 1-е   | Избран    |
| 2024   | Поддержан Владимир Путин   | 76 277 708 | 82,28% | 1-е   | Избран    |

## Критика
26 мая 2007 года на чрезвычайном съезде Социалистической единой партии России, которая влилась в состав «Справедливой России», председатель партии «Справедливая Россия» Сергей Миронов заявил о необходимости создания широкого объединения левых сил и о готовности объединиться с коммунистами. В ответ на это 29 мая 2007 года первый зампред ЦК КПРФ Иван Мельников заявил, что КПРФ не собирается объединяться со «Справедливой Россией» и считает эту идею неинтересной:
«Мы категорически, принципиально, убежденно не признаём и никогда не признаем проект Миронова искренней и левой политической силой. И у нас десятки аргументов, чтобы объяснить это каждому. Так что пусть Сергей Михайлович лучше мужается и готовится к дебатам».
По словам Мельникова, тот левый фланг, который создает Миронов, — «мелкие организации нетрудоустроенных чиновников и амбициозных политиканов, прикидывающихся „левыми“».
Мельников сказал, что:

… любой коммунист, который по теории Миронова захочет вступить в партию «Справедливая Россия», должен будет расписаться в том, что поддерживает Сергея Миронова в его голосованиях за отмену льгот пенсионерам, за существующий Жилищный кодекс, за распродажу водных ресурсов и земли. Людей, поддерживающих это, нет ни в КПРФ, ни среди наших сторонников.

Тем не менее, 19 октября 2010 года Сергей Миронов вновь заявил, что «Справедливая Россия» надеется на сближение с КПРФ в следующем думском цикле (после 2011 года): «Я абсолютно убежден, что исторически это (объединение КПРФ и „Справедливой России“) неизбежно, весь вопрос во времени».
В 2008 году на выборах главы г. Удомли Тверской области кандидатом от Справедливой России был выдвинут Д. Л. Подушков, за которого по предварительным опросам готовы были проголосовать свыше 70 % избирателей. За 10 дней до выборов, 2 октября 2008 года Тверское отделение партии «Справедливая Россия» отозвало кандидатуру Д. Л. Подушкова. Кандидатура была отозвана по просьбе руководства «Росатома», планировавшего развернуть в Удомле строительство четырёх новых энергоблоков Калининской АЭС. В результате главой города стал кандидат от партии «Единая Россия» А. П. Чернигин. По словам депутата горсовета Удомли Виталия Карпова, решение об отзыве Д. Л. Подушкова вызвало вопрос избирателей района: «Зачем нужна такая партия, которая снимает с выборов своего сильного кандидата и открывает дорогу слабому кандидату от другой партии?». Позднее Д. Л. Подушков принял решение действовать на основе политической платформы КПРФ.
В июле 2011 года партию покинуло несколько довольно известных членов. В частности, белгородский адвокат Леонид Каплий покинул партию в знак протеста против «незаинтересованности федерального руководства в сильной региональной структуре». По мнению политологов, из партии выходят те её члены, которые не желают противопоставлять себя «Общероссийскому народному фронту» (и, соответственно, «Единой России»), поскольку официальной позицией «Справедливой России» стало выступление против деятельности ОНФ.
По мнению критиков, в среде «Справедливой России» имеется «антимусульманский душок». Так считает депутат петербургского Законодательного собрания Ватаняр Саидович Ягья, обвинивший главу комитета Олега Нилова в разжигании розни за его предложение запретить мусульманам забой скота на Курбан-байрам в Петербурге, который заявил, что «обычные нормальные люди таким не занимаются».
Ватаняр Ягья также уверен, что сенатора от Карелии Девлетхана Алиханова Сергей Миронов долгое время не утверждал в должности именно из-за его происхождения и вероисповедания.
Бывший заместитель В. Ю. Суркова в администрации президента РФ Алексей Чеснаков считает, что партия Миронова допустила ошибки при выработке стратегии и тактики, и единственный ресурс «Справедливой России» — это слабости «Единой России» и коммунистов: «Если бы КПРФ была более содержательной, более организованной, то „Справедливая Россия“ давно бы уже перестала существовать».
В ноябре 2018 года в отношении председателя регионального отделения партии «Справедливая Россия» республики Татарстан Рушании Бильгильдеевой было возбуждено уголовное дело по статье мошенничество. Несмотря на это, фигурантку уголовного дела в 2019 году партия выдвинула на выборах кандидатом в депутаты Госсовета РТ, при этом успев собрать с ряда кандидатов миллионные пожертвования в партию.
В январе 2019 года член «Справедливой России» Валерий Немировский устроил погром в офисе фирмы Capital Group, расположенном в деловом центре «Москва-Сити». Нанесенный ущерб оценивается в 1 миллион рублей.

### Исключение партии из Социнтерна
6 сентября 2011 года Сергею Миронову было направлено письмо от некоторых других участников Социнтерна. В письме Миронова предупредили, что «Справедливую Россию» могут исключить из Социнтерна в связи с вынесением на рассмотрение в Государственную думу поправок в законопроект «Об основах охраны здоровья граждан Российской Федерации», которые ограничивают женщину в возможности прервать беременность. Всё это, по мнению авторов письма, противоречит 3-й статье Социнтерна, которая предусматривает невмешательство в частную жизнь и отсутствие дискриминации по признаку пола. Авторы письма считают:

Признавая право национальных парламентов на полный суверенитет в теме законодательства в области здравоохранения, а также признавая право отдельных парламентариев на личную независимость в их религиозных убеждениях, мы в то же время находим, что поправки, предложенные депутатом Госдумы РФ от «Справедливой России» госпожой Мизулиной, находятся в непримиримом противоречии с социалистическими ценностями, как мы их понимаем.

7 марта 2022 года политическую партию «Справедливая Россия — Патриоты — За правду» исключили из Социнтерна. Официальная причина — поддержка руководством партии войны на Украине.

## Санкции
16 декабря 2022 года, на фоне вторжения России на Украину, «Справедливая Россия — Патриоты — За правду» внесена в санкционный список Евросоюза. По данным Евросоюза, партия поддержала агрессивную войну России против Украины, поддержала аннексию оккупированных территорий Украины, таким образом, партия отвечает за поддержку действий, которые подрывают или угрожают территориальной целостности и независимости Украины.
Все активы партии в Евросоюзе будут заморожены, любому члену этих партий будет запрещен въезд в ЕС.

## Международное сотрудничество
Партия «Справедливая Россия» являлась полноценным членом Социалистического интернационала до 7 марта 2022 года, участвует в деятельности Форума социалистов СНГ, а также сотрудничает с различными социалистическими и социал-демократическими партиями и организациями в различных странах, включая Партию европейских социалистов и фракцию Европейского парламента «Прогрессивный альянс социалистов и демократов».
В Минске 21 сентября 2013 года состоялась конференция политических партий Белоруссии, России, Украины и Казахстана. Участники мероприятия подписали меморандум о создании союза левых партий Таможенного союза. Россию представляла партия «Справедливая Россия», Белоруссию — Республиканская партия труда и справедливости, Казахстан — партия «Бирлик», Украину — Социалистическая партия Украины.

## Доходы и расходы
В первые годы своего существования «Справедливая Россия» в значительной мере существовала на спонсорские пожертвования. В 2009 году партия получила по этой статье доходов 233,7 миллиона рублей (58,1 % доходов) от юридических лиц и 43,6 миллиона рублей (10,8 % доходов) от физических лиц. Но уже в 2009 году заметную роль играло финансирование из федерального бюджета — оно составило около 27 % доходов партии. В дальнейшем государственное финансирование стало у партии основным источником доходов.
В 2015 году «Справедливая Россия» получила 1 107 334,5 тысячи рублей (четвёртое место среди политических партий России), а потратила 1 070 972,9 тысячи рублей. Основную долю доходов «Справедливой России» в 2015 году составило государственное финансирование (за полученные на выборах голоса избирателей) — 86,4 % доходов и только 0,7 % — членские взносы. Такая структура доходов в 2015 году была характерна для всех российских «парламентских партий». В 2018 году было введено финансирование из федерального бюджета общественных организаций (партийных проектов), созданных «парламентскими» партиями. В 2019 году такое финансирование получил «Центр защиты прав граждан» «Справедливой России».
Структура расходов «Справедливой России» в 2015 году была следующей:
- Содержание руководящих органов партии — 15,9 %;
- Содержание региональных отделений — 19,2 %;
- Перечисления в избирательные фонды — 13,0 %;
- Агитационно-пропагандистская деятельность (учреждение и содержание собственных СМИ, информагентств, типографий, учебных заведений, а также выпуск агитационно-пропагандистских материалов) — 44,1 %;
- Публичные мероприятия, съезды, собрания и тому подобное — 3,0 %
- Другие расходы — 4,8 %.

Столь высокая доля государственного финансирования в доходах партии в значительной мере связана с тем, что в 2014 году в России было резко увеличено финансирование политических партий из федерального бюджета — теперь за каждый голос, полученный на выборах, партия стала получать не 50, а 110 рублей. Наиболее крупным негосударственным спонсором партии в 2015 году стала компания «Русс-Инвест», выделившая 19,4 миллиона рублей.

## Отношения с федеральной властью
Политолог Р. С. Мухаметов предлагает следующую периодизацию отношений «Справедливой России» и федеральной власти с момента возникновения партии в 2006 году:
- 2006—2010 годы — конструктивная оппозиция. В этот период «Справедливая Россия» позиционировалась как «партия власти номер два»;
- 2010—2012 годы — радикальная оппозиция. 1 февраля 2010 года лидер партии С. Миронов заявил, что не согласен с антикризисными мерами В. Путина, который возглавляет «неприемлемую по идеологии с каким-то сомнительным консерватизмом партию „Единая Россия“». В августе 2011 года партия обнародовала манифест о переходе в жёсткую оппозицию к действующей власти. На этом этапе из партии вышел ряд её членов. Во время протестов 2011—2012 годов депутаты от Справедливой России (Геннадий и Дмитрий Гудковы и Илья Пономарёв) поддержали протестующих;
- С лета 2012 года — настоящее время. Полная лояльность партии федеральной власти. В этот период были сняты с должностей и исключены из партии те её члены, которые поддерживали оппозиционное движение. В 2012—2013 годах Гудковы были лишены депутатских мандатов и исключены из «Справедливой России», в 2015 году лишён депутатской неприкосновенности (с согласия Сергея Миронова) Илья Пономарёв, а Оксана Дмитриева снята с поста руководителя Санкт-Петербургского регионального отделения.

## Союзники
C 2006 по 2012 год
- Российская экологическая партия «Зелёные» — до февраля 2012 года, входила в состав партии СР
- Российская партия пенсионеров — до февраля 2012 года, входила в состав партии СР

После Парламентских выборов 6-го созыва и выхода из партии «зелёных» и «партии пенсионеров» были отмечены случаи блокирования Справедливой России с КПРФ. Фракции вместе вошли в оргкомитет митинга «За честные выборы», назначенного на 4 февраля 2012 года, вместе объединились против вступления России в ВТО, вместе отказались голосовать за назначение на пост Председателя Правительства РФ Дмитрия Медведева.
В 2016 году по совместному запросу депутатов Государственной Думы от КПРФ и СР Конституционный суд Российской Федерации рассмотрел вопрос о конституционности взносов на капитальный ремонт. В данном случае «Справедливая Россия» не могла самостоятельно подать запрос от группы депутатов, так как не располагала необходимым числом мандатов для его подачи. Для подачи запроса в Конституционный суд от Государственной Думы требуются подписи не менее 90 депутатов, «Справедливая Россия» таким количеством мандатов не обладала. Зато КПРФ обладала 92 голосами депутатов и могла самостоятельно подать такой запрос.

## Партийные СМИ
Официальным органом партии является выходящая без строгой периодичности газета «Справедливая Россия», первый номер которой вышел в мае 2007 года в период предвыборной кампании. Заявленный тираж издания (на 2012 год) — 1 млн экз.